# Меморіал на честь героїв другої оборони Севастополя
Меморіал на честь героїв другої оборони Севастополя — монументальний пам'ятник на площі Нахімова в Севастополі присвячений захисникам Севастополя в роки радянсько-німецької війни. Розташований на місці будівлі Морського зібрання, зруйнованого в роки війни. Автори проекту — М. М. Бєгунов, В. М. Артюхов, Б. В. Калінков.
Спочатку в 1964 році встановили 19 гранітних плит з назвами частин і з'єднань Чорноморського флоту, Приморської армії і міських організацій, що брали участь в 250-денній обороні Севастополя. У 1967 році правіше з'явилися ще сім плит з прізвищами 54-х Героїв Радянського Союзу, удостоєних цього звання за героїзм, проявлений при захисті міста. Одночасно за проектом архітектора І. Ю. Фіалка та скульптора В. В. Яковлєва був споруджений масивний залізобетонний рельєф з зображення воїна, що відображає натиск ворога. Три багнета символізують три наступи нацистів на місто, зроблені ними в листопаді, грудні 1941-го і в червні 1942 року. Ліворуч від меморіальних плит — стилізоване зображення якоря, символу надії, і дати «1941—1942».
Біля меморіальної стіни 10 травня 1973 року відкритий Пост № 1, на якому севастопольські школярі несуть почесну варту.
6 травня 1999 року біля меморіальної стіни Президент України Л. Д. Кучма запалив Вічний вогонь.

## Перелік Героїв Радянського Союзу
| - Авдєєв Михайло Васильович - Адамія Ной Петрович - Алексєєв Костянтин Степанович - Байда Марія Карпівна - Богатир Іван Іванович - Богданов Микола Васильович - Василевський Володимир Гаврилович - Гахокідзе Михайло Леванович - Гегешидзе Аркадій Спиридонович - Герасимов Пилип Пилипович - Главацький Георгій Костянтинович - Голубець Іван Карпович - Гриб Михайло Іванович - Денисов Костянтин Дмитрович - Єфімов Мирон Юхимович - Іванов Яків Матвійович - Ковальчук Іван Іванович - Кологривов Михайло Михайлович - Кондрашин Андрій Кузьмович - Корзунов Іван Єгорович - Красносільський Іван Михайлович - Кулаков Микола Михайлович - Куликов Віктор Миколайович - Лебедєв Дмитро Максимович - Линник Павло Дмитрович - Липовенко Петро Миколайович - Лобанов Євген Іванович | - Лобозов Василь Андрійович - Любимов Іван Степанович - Минчугов Дмитро Михайлович - Мордин Василь Олександрович - Москаленко Георгій Васильвич - Наумов Микола Олександрович - Ніколаєв Микола Іванович - Одинцов Данило Сидорович - Октябрський Пилип Сергійович - Онілова Ніна Андріївна - Остряков Микола Олексійович - Павличенко Людмила Михайлівна - Паршин Юрій Костянтинович - Петров Іван Юхимович - П'янзин Іван Семенович - Рев'якін Василь Дмитрович - Рубцов Герасим Архипович - Рижов Євграф Михайлович - Симонок Володимир Полікарпович - Спірін Микола Іванович - Тургенєв Федір Миколайович - Умеркін Абдулак Сагітович - Фільченков Микола Дмитрович - Хряєв Василь Ілліч - Цибулько Василь Федосійович - Цурцумія Олександр Пехувич - Чернієнко Георгій Георгійович |